# Tom Dixon
Tom Dixon, OBE, né le 21 mai 1959 à Sfax en Tunisie, est un designer britannique.

## Biographie
Il suit les cours du Chelsea College of Art and Design avant d'abandonner
Il récupère du métal (poêles, freins de poids lourds) dans le port de Chelsea pour créer des « sculptures fonctionnelles ». Il crée avec Mark Brazier-Jones et Nick Jones le groupe Creative Salvage[réf. nécessaire].
Il devient connu lors de l'édition de sa S-Chair.
De 1998 à 2008, il est directeur artistique de la firme Habitat. Il crée sa propre maison d'édition en 2002[réf. nécessaire].
Il crée du mobilier et des luminaires et en 2013, une ligne de vêtements.
Il est docteur honoris causa de l’université de Birmingham (2004) et de l’université des arts de Londres (2007)[réf. nécessaire].
Il est élu designer de l'année au salon Maison&Objet 2014.

## Muséographie
Son travail été acquis par différents musées, tel le Victoria and Albert Museum à Londres, le MoMA à New York et le Centre Georges Pompidou à Paris[réf. nécessaire]
.